# Eleição municipal de São José de Ribamar em 2016
A eleição municipal de São José de Ribamar em 2016 ocorreu em 2 de outubro. O prefeito titular era Gil Cutrim (PDT). Luís Fernando Silva (PSDB) foi eleito prefeito em turno único.

## Resultado da eleição para prefeito

### Turno único
| Candidatos a prefeito    | Candidatos a vice-prefeito | Número | Coligação | Votos recebidos | Percentual |
| ------------------------ | -------------------------- | ------ | --- | --------------- | ---------- |
| Luís Fernando Silva PSDB | Eudes Sampaio PTB          | 45     | Aliança Democrática Ribamarense (PSDB, PTB, PRTB, PV, DEM, PSDC, PHS, PSD, PTC, PSC, PRB, PSL, PMB, PMN, PROS, SD, PCdoB, PSB, PPS, PEN) | 66.918          | 100%       |
| Júlio Matos PMDB         | Edson Junior PT            | 15     | Forte é o povo (PMDB, PT, PTN, PTdoB) | Zero            | Zero       |